# Elkalyce ardescens
Elkalyce ardescens är en fjärilsart som beskrevs av Tutt 1909. Elkalyce ardescens ingår i släktet Elkalyce och familjen juvelvingar. Inga underarter finns listade i Catalogue of Life.